# Lætitia Bambara
Lætitia Kimalou Bambara, stilizzato Laetitia (Bordeaux, 30 marzo 1984), è una martellista francese con cittadinanza burkinabé.

## Biografia
Nata in Francia, ha gareggiato per la nazionale francese fino al 2012, conquistando un quarto posto alle Universiadi 2007. Decise di gareggiare sotto la bandiera burkinabé e vinse nello stesso anno la medaglia d'argento ai campionati africani. Ha partecipato con successo alle maggior manifestazioni continentali.
Il suo record personale, stabilito nel 2016, è anche quello del Burkina Faso e la seconda miglior misura del continente africano.

## Record nazionali
- Lancio del martello: 68,59 m ( Sotteville, 18 luglio 2016)

## Palmarès
| Anno                               | Manifestazione           | Sede        | Evento              | Risultato | Prestazione | Note                                 |
| ---------------------------------- | ------------------------ | ----------- | ------------------- | --------- | ----------- | ------------------------------------ |
| In rappresentanza della Francia    |                          |             |                     |           |             |                                      |
| 2003                               | Europei juniores         | Tampere     | Lancio del martello | 19ª (q)   | 55,16 m     |                                      |
| 2005                               | Europei under 23         | Erfurt      | Lancio del martello | 14ª (q)   | 59,24 m     |                                      |
| 2007                               | Universiade              | Bangkok     | Lancio del martello | 4ª        | 65,34 m     |                                      |
| In rappresentanza del Burkina Faso |                          |             |                     |           |             |                                      |
| 2012                               | Campionati africani      | Porto-Novo  | Lancio del martello | Argento   | 65,08 m     |                                      |
| 2014                               | Campionati africani      | Marrakech   | Lancio del martello | Oro       | 65,44 m     |                                      |
| 2015                               | Giochi panafricani       | Brazzaville | Lancio del martello | Oro       | 66,91 m     | Record dei Giochi · Record nazionale |
| 2016                               | Campionati africani      | Durban      | Lancio del martello | Argento   | 68,12 m     |                                      |
| 2017                               | Giochi della Francofonia | Abidjan     | Lancio del martello | 6ª        | 61,15 m     |                                      |
| 2018                               | Campionati africani      | Asaba       | Lancio del martello | 7ª        | 56,35 m     |                                      |
| 2019                               | Giochi panafricani       | Rabat       | Lancio del martello | Oro       | 65,28 m     |                                      |

## Altre competizioni internazionali
2014
- 7ª in Coppa continentale ( Marrakech), lancio del martello - 58,22 m